# Дура (фільм, 1991)
«Дура» — радянський художній фільм 1991 року за мотивами п'єси «L'Idiote» Марселя Ашара. Остання робота режисера Олексія Корєнєва.

## Сюжет
Марі Лантане виявили в стані непритомності з револьвером у руках в будинку банкіра, де вона служила покоївкою. Шофер банкіра, її коханець, убитий. У скоєнні злочину підозрюється Марі. Слідчий Севіньє в міру ознайомлення з матеріалами справи постає перед вибором — піти легким шляхом, до якого його схиляє високе начальство, і звинуватити легковажну покоївку або з'ясувати правду, зберігши тим самим свою честь, але ризикнувши при цьому кар'єрою.

## У ролях
- Валерія Богук —  Марі Лантане, покоївка, підозрювана
- Микола Караченцов —  Каміль Севіньє, слідчий
- Анна Самохіна —  Антуанетта, дружина слідчого
- Лариса Удовиченко —  Домінік Боревер, пані, у якої служили Марі Лантане і Мігель Остос
- Веніамін Смєхов —  Бенжамен Боревер, чоловік Домінік, пан, у якого служили Марі Лантане і Мігель Остос
- Михайло Муромов —  Мігель Остос, шофер
- Сергій Мигицко —  Морестан, секретар слідчого
- Євген Тілічеєв —  Кардиналь, адвокат
- Михайло Кокшенов —  Лабланш, товариш прокурора  (озвучив Володимир Ферапонтов)
- Юрій Казючиц —  чоловік, що жадав Марі Лантане
- Олександр Безпалий —  поліцейський
- Анатолій Кляшторний —  священик

## Знімальна група
- Автор сценарію:  Олексій Корєнєв
- Режисер:  Олексій Корєнєв
- Оператор:  Борис Оліфер
- Художник-постановник:  В'ячеслав Кубарєв
- Композитор: Михайло Муромов
- Текст пісень: Лариса Рубальська
- Звукорежисер: Олександр Голуб
- Монтаж: Віра Коляденко
- Продюсери:  Геральд Бежанов, Валерій Фатєєв